# Eleusine indica
Eleusine indica ((L.) Gaertn.), кокошја нога, је једногодишња, зељаста, бусенаста биљка из породице Poaceae. 

## Опис
Стабљика је полегла или суправна, висине до 50  cm, од основе разграбата, а при основи карактеристично спљоштена. Ако је полегла, укорењује се на чланцима и тако брзо заузима простор. Коренов систем је веома добро развијен и јак.
Листови су базални и полазе с чланака, усколинеарни, широки 2-4 (8) mm, дуги до 35 cm, са зашиљеним врхом, голи или с ретким длакама, сјајнозелене боје. Лигула је веома кратка (до 1 mm) са ретким и кратким длакама. Рукавац и доњи део стабљике су карактеристично спљоштени.
Једнодома врста, опрашује је ветар. Цваст гради 3-5 (8) прстенасто постављених грана (једна грана може бити постављена 1 cm ниже од осталих), дугих 3-10 cm и широких око 5 mm. Рахис је широк око 1 mm и на њему су класићи поставњени у два густо збијена реда. Класићи су стиснути са стране, глатки, дуги 2,5-3 mm и изграђени од 2-6 седећих цветова. Плеве сличне и нешто краће од класића, са зашиљеним врховима.
Плод је крупа. Семе је црвенкасто-браон до црно, обло и упадљиво изрезбарено, дуго 1 mm.

## Порекло врсте
Врста води порекло из Африке и тропских делова Азије.
У појединим државама спада у најозбиљније коровске врсте, нарочито у културама памука, кукуруза, пиринча, кромпира и шећерне репе. Важни антропогени факотри расејавања су трансфер контаминираног земљишта, транспортна средства и пољопривредна механизација. 
Клијанци су веома витални. Биљке се размножавају семеном које се производи у великим количинама, преко 50. 000 семена по биљци, а даље га ветар, вода или животиње расејавају на велике раздаљине. Уочене су и алелопатске активности. Може се помешати с другим сличним врстама које имају исту грађу цвасти, као што су врсте родова Digitaria, Cynodon, Paspalum, од којих се између осталог разликује по спљоштеној стабљици, јако зеленим листовима, грађи класића.

## Распострањење у Србији
Спорадично распрострањена.

## Станиште
Најбоље успева на отвореним и влажним стаништима. Може опстати у засени, док због суше и ниске температуре одложено цвета. Брзо се шири на нарушеним природним стаништима (дуж путева, плочника, далековода, пруга, на запуштеним местима), нарочито дуж ивица шумских, травних, водених, мочварних и обалних екосистема. Јавља се и на култивисаним површинама, на разичитим типовима земљишта (преферира земљишта високе плодности). забележена је у готово свим једногодишњеим усевима, као и многим вишегодишњим културама и на пашњацима.

## Мере контроле и сузбијања
Релативно ју је лако механички уклонити преоравањем земљишта, док се знатно теже уклања чупањем руком из корена, због веома јаког кореновог система.

## Синоними
- Cynosurus indicus L.[1]